# Phenacoccus hargreavesi
Phenacoccus hargreavesi är en insektsart som först beskrevs av Robert Malcolm Laing 1925.  Phenacoccus hargreavesi ingår i släktet Phenacoccus och familjen ullsköldlöss. Inga underarter finns listade i Catalogue of Life.